# NN-166
La carretera NN‑166 es una vía departamental secundaria ubicada en el departamento de Managua. Sirve como ruta de conexión entre la zona urbana de San Rafael del Sur y comunidades rurales cercanas como Los Brasiles, atravesando una región de importancia local en el sur del país.

## Trazado y cruces
| km  | Localidad / Punto  | Departamento | Conexión / Ruta |
| --- | ------------------ | ------------ | --------------- |
| 0,0 | San Rafael del Sur | Managua      | NN 165          |
| 1,5 | El Caracol         | Managua      | Camino rural    |
| 2,3 | Los Brasiles       | Managua      | Vía secundaria  |

## Coordenadas
Uno de los tramos de la NN‑166 puede ser encontrado en las coordenadas: 11°54′37″N 86°26′27″O / 11.9103, -86.4407